# Churapa
Churapa, pleme američkih Indijanaca porodice Chiquitoan naseljeni na rijeci río Piray u središnjim predjelima istočne Bolivije. Oko 200 pripadnika (Mayer & Masferrer 1979). Jezično srodni skupinama Manasi, Penoki, Pinyoca i Tao. Prakticiraju nomadsku agrikulturu, lov i ribolov.